# Ibrahim al-Dżafari
Ibrahim al-Uszajkir al-Dżafari (arab. ابراهيم الاشيقر الجعفري; ur. 25 marca 1947 w Karbali) – iracki polityk, przewodniczący Tymczasowej Irackiej Rady Zarządzającej od 1 sierpnia do 31 sierpnia 2003, premier Iraku od 7 kwietnia 2005 do 20 maja 2006, minister spraw zagranicznych od 8 września 2014 do 25 października 2018.

## Życiorys
Jest szyitą. Ukończył studia medyczne na Uniwersytecie Mosulu. W 1968 roku został członkiem tajnej szyickiej organizacji antyrządowej Zew Islamu. W 1980 roku opuścił Irak i udał się do Iranu, gdzie wspierał ruch antysaddamowski. W 1989 roku udał się do Londynu, gdzie został rzecznikiem partii w Wielkiej Brytanii. Po inwazji na Irak w 2003 roku, szybko powrócił do kraju. W lipcu 2003 roku został członkiem Tymczasowej Irackiej Rady Zarządzającej, a w sierpniu na miesiąc został jej przewodniczącym. Po wyborach parlamentarnych w Iraku w styczniu 2005 roku, wygranych przez Zjednoczony Sojusz Iracki, został wybrany na pierwszego demokratycznego premiera Iraku. 7 kwietnia 2005 został mianowany nowym szefem rządu. Jego gabinet pozostał u władzy do 20 maja 2006. 8 września 2014 objął stanowisko ministra spraw zagranicznych w rządzie Hajdara al-Abadiego.